# Trasasasa
Trasasasa (wł. Trasasasa czyli bezładna zbieranina mniej lub bardziej lotnych dowcipów, nierzadko posiłkująca się słowami powszechnie uznanymi za wulgarne oraz nie unikająca, w celu rozbawienia publiczności za wszelką cenę, aluzji seksualnych, będąca w gruncie rzeczy prymitywną zrzyną z nieistniejących już kabaretów, które o tym nie wiedzą i proszę im o tym nie mówić.) - trasa koncertowa Kabaretu Moralnego Niepokoju.
Na program składają się nowe skecze, piosenki, monologi. Ponad 2 godziny materiału z udziałem zespołu muzycznego. Całość nawiązuje do epoki disco lat 70.

## Lista utworów na DVD
1. Bee Gees
2. SMS po angielsku
3. Przebieralnia
4. Bank
5. Ekolodzy
6. Ten lub ten
7. Niemcy
8. To idiotyczne
9. Miks
10. Mariusz Irlandia
11. Pustynny kot
12. Rozmowa z tatą
13. Samotność
14. Drzwi
15. Marchew
16. Na krzywy ryj
17. USA